# Mistrovství světa juniorů v orientačním běhu 1996
7. Mistrovství světa juniorů v orientačním běhu proběhlo v Rumunsku ve dnech 8. až 14. července 1996. Centrum závodů JMS bylo poblíž lázeňského města Băile Govora, které leží v rumunském valašsku – župě Vâlcea.

## Závod na krátké trati (Middle)

### Výsledky závodu na krátké trati (Middle)
| Muži                                                                                           | Muži                                                                                           | Muži                                                                                           | Muži                                                                                           | Muži                                                                                           | Ženy                                                                                         | Ženy                                                                                         | Ženy                                                                                         | Ženy                                                                                         | Ženy                                                                                         |
| ---------------------------------------------------------------------------------------------- | ---------------------------------------------------------------------------------------------- | ---------------------------------------------------------------------------------------------- | ---------------------------------------------------------------------------------------------- | ---------------------------------------------------------------------------------------------- | -------------------------------------------------------------------------------------------- | -------------------------------------------------------------------------------------------- | -------------------------------------------------------------------------------------------- | -------------------------------------------------------------------------------------------- | -------------------------------------------------------------------------------------------- |
| - Traťové parametry: 4,715 km, 12 kontrol, 220 m převýšení. - Mapa: Malul Alb 1:10 000 E= 2,5m | - Traťové parametry: 4,715 km, 12 kontrol, 220 m převýšení. - Mapa: Malul Alb 1:10 000 E= 2,5m | - Traťové parametry: 4,715 km, 12 kontrol, 220 m převýšení. - Mapa: Malul Alb 1:10 000 E= 2,5m | - Traťové parametry: 4,715 km, 12 kontrol, 220 m převýšení. - Mapa: Malul Alb 1:10 000 E= 2,5m | - Traťové parametry: 4,715 km, 12 kontrol, 220 m převýšení. - Mapa: Malul Alb 1:10 000 E= 2,5m | - Traťové parametry: 3,79 km, 9 kontrol, 185 m převýšení. - Mapa: Malul Alb 1:10 000 E= 2,5m | - Traťové parametry: 3,79 km, 9 kontrol, 185 m převýšení. - Mapa: Malul Alb 1:10 000 E= 2,5m | - Traťové parametry: 3,79 km, 9 kontrol, 185 m převýšení. - Mapa: Malul Alb 1:10 000 E= 2,5m | - Traťové parametry: 3,79 km, 9 kontrol, 185 m převýšení. - Mapa: Malul Alb 1:10 000 E= 2,5m | - Traťové parametry: 3,79 km, 9 kontrol, 185 m převýšení. - Mapa: Malul Alb 1:10 000 E= 2,5m |
| Umístění                                                                                       | Země                                                                                           | Jméno                                                                                          | Čas                                                                                            | Ztráta                                                                                         | Umístění                                                                                     | Země                                                                                         | Jméno                                                                                        | Čas                                                                                          | Ztráta                                                                                       |
|                                                                                                | Maďarsko                                                                                       | Gabor Domonyik                                                                                 | 0:29:05                                                                                        |                                                                                                |                                                                                              | Rumunsko                                                                                     | Enikö Feyová                                                                                 | 0:26:32                                                                                      |                                                                                              |
|                                                                                                | Švédsko                                                                                        | Johan Modig                                                                                    | 0:29:43                                                                                        | + 0:00:38                                                                                      |                                                                                              | Švédsko                                                                                      | Annika Björková                                                                              | 0:27:56                                                                                      | + 0:01:24                                                                                    |
|                                                                                                | Rumunsko                                                                                       | Horatiu Cristian Grecu                                                                         | 0:30:04                                                                                        | + 0:00:59                                                                                      |                                                                                              | Rusko                                                                                        | Yulia Morozovová                                                                             | 0:28:22                                                                                      | + 0:01:50                                                                                    |
| 4                                                                                              | Švédsko                                                                                        | Niclas Jonasson                                                                                | 0:30:18                                                                                        | + 0:01:13                                                                                      | 4                                                                                            | Maďarsko                                                                                     | Maria Lubinszkiová                                                                           | 0:28:36                                                                                      | + 0:02:04                                                                                    |
| 5                                                                                              | Norsko                                                                                         | Rolf M Pedersen                                                                                | 0:30:30                                                                                        | + 0:01:25                                                                                      | 5                                                                                            | Švýcarsko                                                                                    | Barbara Schulthessová                                                                        | 0:28:45                                                                                      | + 0:02:13                                                                                    |
| 6                                                                                              | Německo                                                                                        | Ingo Horst                                                                                     | 0:30:44                                                                                        | + 0:01:39                                                                                      | 6                                                                                            | Francie                                                                                      | Laure Coupatová                                                                              | 0:28:48                                                                                      | + 0:02:16                                                                                    |

## Závod na klasické trati (Long)

### Výsledky závodu na klasické trati (Long)
| Muži                                                                                        | Muži                                                                                        | Muži                                                                                        | Muži                                                                                        | Muži                                                                                        | Ženy                                                                                        | Ženy                                                                                        | Ženy                                                                                        | Ženy                                                                                        | Ženy                                                                                        |
| ------------------------------------------------------------------------------------------- | ------------------------------------------------------------------------------------------- | ------------------------------------------------------------------------------------------- | ------------------------------------------------------------------------------------------- | ------------------------------------------------------------------------------------------- | ------------------------------------------------------------------------------------------- | ------------------------------------------------------------------------------------------- | ------------------------------------------------------------------------------------------- | ------------------------------------------------------------------------------------------- | ------------------------------------------------------------------------------------------- |
| - Traťové parametry: 11,4 km, 23 kontrol, 440 m převýšení. - Mapa: Șirineasa 1:15 000 E= 5m | - Traťové parametry: 11,4 km, 23 kontrol, 440 m převýšení. - Mapa: Șirineasa 1:15 000 E= 5m | - Traťové parametry: 11,4 km, 23 kontrol, 440 m převýšení. - Mapa: Șirineasa 1:15 000 E= 5m | - Traťové parametry: 11,4 km, 23 kontrol, 440 m převýšení. - Mapa: Șirineasa 1:15 000 E= 5m | - Traťové parametry: 11,4 km, 23 kontrol, 440 m převýšení. - Mapa: Șirineasa 1:15 000 E= 5m | - Traťové parametry: 7,15 km, 18 kontrol, 225 m převýšení. - Mapa: Șirineasa 1:15 000 E= 5m | - Traťové parametry: 7,15 km, 18 kontrol, 225 m převýšení. - Mapa: Șirineasa 1:15 000 E= 5m | - Traťové parametry: 7,15 km, 18 kontrol, 225 m převýšení. - Mapa: Șirineasa 1:15 000 E= 5m | - Traťové parametry: 7,15 km, 18 kontrol, 225 m převýšení. - Mapa: Șirineasa 1:15 000 E= 5m | - Traťové parametry: 7,15 km, 18 kontrol, 225 m převýšení. - Mapa: Șirineasa 1:15 000 E= 5m |
| Umístění                                                                                    | Země                                                                                        | Jméno                                                                                       | Čas                                                                                         | Ztráta                                                                                      | Umístění                                                                                    | Země                                                                                        | Jméno                                                                                       | Čas                                                                                         | Ztráta                                                                                      |
|                                                                                             | Rumunsko                                                                                    | Maricel Olaru                                                                               | 1:22:43                                                                                     |                                                                                             |                                                                                             | Rumunsko                                                                                    | Enikö Feyová                                                                                | 1:06:24                                                                                     |                                                                                             |
|                                                                                             | Švédsko                                                                                     | Anders Axenborg                                                                             | 1:23:56                                                                                     | + 0:01:13                                                                                   |                                                                                             | Česko                                                                                       | Kateřina Pracná                                                                             | 1:07:59                                                                                     | + 0:01:35                                                                                   |
|                                                                                             | Finsko                                                                                      | Jani Lakanen                                                                                | 1:25:09                                                                                     | + 0:02:26                                                                                   |                                                                                             | Německo                                                                                     | Karin Schmalfeldová                                                                         | 1:08:25                                                                                     | + 0:02:01                                                                                   |
| 4                                                                                           | Rumunsko                                                                                    | Horatiu Cristian Grecu                                                                      | 1:25:23                                                                                     | + 0:02:40                                                                                   | 4                                                                                           | Rusko                                                                                       | Yulia Morozovová                                                                            | 1:09:27                                                                                     | + 0:03:03                                                                                   |
| 5                                                                                           | Švýcarsko                                                                                   | Donatus Schnyder                                                                            | 1:25:28                                                                                     | + 0:02:45                                                                                   | 5                                                                                           | Švédsko                                                                                     | Annika Björková                                                                             | 1:09:31                                                                                     | + 0:03:07                                                                                   |
| 6                                                                                           | Finsko                                                                                      | Petteri Laitinen                                                                            | 1:26:32                                                                                     | + 0:03:49                                                                                   | 6                                                                                           | Švýcarsko                                                                                   | Regula Hulligerová                                                                          | 1:10:07                                                                                     | + 0:03:43                                                                                   |

## Štafetový závod

### Výsledky štafetového závodu
| Muži                                                                                | Muži                                                                                | Muži                                                                                | Muži                                                                                | Muži                                                                                | Ženy                                                                        | Ženy                                                                        | Ženy                                                                        | Ženy                                                                        | Ženy                                                                        |
| ----------------------------------------------------------------------------------- | ----------------------------------------------------------------------------------- | ----------------------------------------------------------------------------------- | ----------------------------------------------------------------------------------- | ----------------------------------------------------------------------------------- | --------------------------------------------------------------------------- | --------------------------------------------------------------------------- | --------------------------------------------------------------------------- | --------------------------------------------------------------------------- | --------------------------------------------------------------------------- |
| - Traťové parametry : ? km, ? kontrol, ? m převýšení - Mapa: Arsanca 1:10 000 E= 5m | - Traťové parametry : ? km, ? kontrol, ? m převýšení - Mapa: Arsanca 1:10 000 E= 5m | - Traťové parametry : ? km, ? kontrol, ? m převýšení - Mapa: Arsanca 1:10 000 E= 5m | - Traťové parametry : ? km, ? kontrol, ? m převýšení - Mapa: Arsanca 1:10 000 E= 5m | - Traťové parametry : ? km, ? kontrol, ? m převýšení - Mapa: Arsanca 1:10 000 E= 5m | - Parametry : ? km, ? kontrol, ? m převýšení - Mapa: Arsanca 1:10 000 E= 5m | - Parametry : ? km, ? kontrol, ? m převýšení - Mapa: Arsanca 1:10 000 E= 5m | - Parametry : ? km, ? kontrol, ? m převýšení - Mapa: Arsanca 1:10 000 E= 5m | - Parametry : ? km, ? kontrol, ? m převýšení - Mapa: Arsanca 1:10 000 E= 5m | - Parametry : ? km, ? kontrol, ? m převýšení - Mapa: Arsanca 1:10 000 E= 5m |
| Umístění                                                                            | Země                                                                                | Jméno                                                                               | Čas                                                                                 | Ztráta                                                                              | Umístění                                                                    | Země                                                                        | Jméno                                                                       | Čas                                                                         | Ztráta                                                                      |
|                                                                                     | Česko                                                                               | Michal Horáček Vladimír Lučan Luboš Matějů                                          | 2:20:25                                                                             |                                                                                     |                                                                             | Rumunsko                                                                    | Enikö Gallová Zsuzsa Feyová Enikö Feyová                                    | 1:54:40                                                                     |                                                                             |
|                                                                                     | Slovensko                                                                           | František Libant Maroš Bukovác Marián Dávidík                                       | 2:20:31                                                                             | + 0:00:06                                                                           |                                                                             | Švýcarsko                                                                   | Simone Luderová Regula Hulligerová Sara Wegmüllerová                        | 1:58:57                                                                     | + 0:04:17                                                                   |
|                                                                                     | Švýcarsko                                                                           | Urs Müller David Schneider Adrian Klauser                                           | 2:20:34                                                                             | + 0:00:09                                                                           |                                                                             | Rusko                                                                       | Julia Morozovová Olga Trechovová Taťána Pereljavevová                       | 1:59:41                                                                     | + 0:05:01                                                                   |
| 4                                                                                   | Rusko                                                                               | Jevgenij Gavrilov Alexander Ščerbakov Alexej Borevič                                | 2:23:02                                                                             | + 0:02:37                                                                           | 4                                                                           | Česko                                                                       | Hana Ryglová Zdenka Stará Michaela Skoumalová                               | 1:59:56                                                                     | + 0:05:16                                                                   |
| 5                                                                                   | Dánsko                                                                              | Christian Nielsen Mads Ingvardsen Jesper Damgaard                                   | 2:25:14                                                                             | + 0:04:49                                                                           | 5                                                                           | Švédsko                                                                     | Ulrika Jonssonová Maria Dahlinová Annika Björková                           | 2:00:46                                                                     | + 0:06:06                                                                   |
| 6                                                                                   | Švédsko                                                                             | Niclas Jonasson Anders Axenborg Johan Modig                                         | 2:28:26                                                                             | + 0:08:01                                                                           | 6                                                                           | Finsko                                                                      | Satu Mäkitammiová Hanna Heiskanenová Satu Vesalainenová                     | 2:00:55                                                                     | + 0:06:15                                                                   |

## Česká juniorská reprezentace na JMS
| Muži                       | Muži                       | Muži                       | Muži                       | Ženy                        | Ženy                        | Ženy                        | Ženy                        |
| -------------------------- | -------------------------- | -------------------------- | -------------------------- | --------------------------- | --------------------------- | --------------------------- | --------------------------- |
| - Umístění českých juniorů | - Umístění českých juniorů | - Umístění českých juniorů | - Umístění českých juniorů | - Umístění českých juniorek | - Umístění českých juniorek | - Umístění českých juniorek | - Umístění českých juniorek |
| Jméno                      | Middle                     | Long                       | Štafety                    | Jméno                       | Middle                      | Long                        | Štafety                     |
| Luboš Matějů               | 66. místo                  | 49. místo                  | 1. místo                   | Michaela Skoumalová         | 90. místo                   | 58. místo                   | 4. místo                    |
| Michal Horáček             | 18. místo                  | 19. místo                  | 1. místo                   | Hana Rýglová                | 77. místo                   | 21. místo                   | 4. místo                    |
| Robert Heczko              | 28. místo                  | 69. místo                  | x                          | Kateřina Pracná             | 11. místo                   | 2. místo                    | x                           |
| Michal Besta               | 59. místo                  | 71. místo                  | x                          | Kateřina Mikšová            | 54. místo                   | DSQ                         | x                           |
| Lukáš Přinda               | 71. místo                  | 82. místo                  | x                          | Eva Juřeníková              | 26. místo                   | 45. místo                   | x                           |
| Vladimír Lučan             | 111. místo                 | 7. místo                   | 1. místo                   | Zdenka Stará                | 36. místo                   | 18. místo                   | 4. místo                    |

## Medailová klasifikace podle zemí
| Medailová klasifikace podle zemí | Medailová klasifikace podle zemí | Medailová klasifikace podle zemí | Medailová klasifikace podle zemí | Medailová klasifikace podle zemí | Medailová klasifikace podle zemí |
| Umístění                         | Země                             | Zlato                            | Stříbro                          | Bronz                            | Součet                           |
| -------------------------------- | -------------------------------- | -------------------------------- | -------------------------------- | -------------------------------- | -------------------------------- |
| 1.                               | Rumunsko                         | 4                                | -                                | 1                                | 5                                |
| 2.                               | Česko                            | 1                                | 1                                | -                                | 2                                |
| 3.                               | Maďarsko                         | 1                                | -                                | -                                | 1                                |
| 4.                               | Švédsko                          | -                                | 3                                | -                                | 2                                |
| 5.                               | Švýcarsko                        | -                                | 1                                | 1                                | 2                                |
| 6.                               | Slovensko                        | -                                | 1                                | -                                | 1                                |
| 7.                               | Rusko                            | -                                | -                                | 2                                | 2                                |
| 8.                               | Německo                          | -                                | -                                | 1                                | 1                                |
| 8.                               | Finsko                           | -                                | -                                | 1                                | 1                                |